# André Prugent
André Prugent est un peintre français né à Périgueux le 17 janvier 1882 et mort dans la même ville le 10 octobre 1965.

## Biographie
André Prugent fréquente pendant son adolescence l'école de dessin de Périgueux dirigée par Jean-Louis Daniel. À 18 ans, il expose dans les salons annuels de la Société des beaux-arts de Dordogne. Mobilisé, il fait la Première Guerre mondiale dans le 34e régiment d'artillerie qui était en garnison à Périgueux depuis 1910.
Il reprend ses pinceaux au retour de la guerre. Il peint des paysages au cours de sorties avec les peintres Émile Chaumont, Gustave Chérifel, André Saigne, Marcel Mercier. Il possède un magasin d'articles et couleurs pour artistes peintres dont s'occupe sa femme handicapée quand il part en vélo dans la campagne pour peindre, à Champcevinel, Chancelade ou Campniac. En 1929, il expose au Salon des artistes français, jusqu'en 1939, à Strasbourg en 1946, à Périgueux et à Limoges, au Salon d'hiver, à Paris.
Il excellait dans la peinture de paysages en montant les effets des jeux de lumière. Il a exécuté des peintures à l'huile, des pastels, des aquarelles, des eaux-fortes, des bois gravés qui ont été utilisés dans Paysages du Périgord de Pierre Fanlac, en 1941.
Il a fait sa dernière exposition en 1965, à Périgueux.